# 貴方日記
『貴方日記 Euforia-ユーフォリア-』(あなたにっき-ユーフォリア-)は、株式会社ビジュアルワークス企画/制作のボーイズラブゲーム（17歳以上推奨）。

## 概要
2013年5月27日にiOS・Android・フィーチャーフォン対応の、BLobbyとGREEでモバイルゲーム版が配信された。
モバイルゲーム版は基本プレイ無料のアイテム課金制だった。
2016年5月27日にPCソフト版が発売された。
『ストーカー』『偏愛』『監禁』がテーマの耽美系シナリオゲーム。シナリオ/監修：しじま智子。原画：さいのすけ。
キャッチフレーズは「狂走していく片思い―― エリート人生を蝕む、狂いの血統… 喪われてゆく自我が、愛しい人を撲し壊す」

## 作中用語
グラズヘイム・ジャパン
久世の勤める世界最大のコンピューター・ソフトウェア会社の日本法人。本社はアメリカ。
フォリア
作中に登場する原因不明の奇病。
病状としては以下が挙げられる。
- 発病後49日以内に偽りのない愛の告白を受けなければ精神崩壊を起こす。
- その後15年以内に真実の愛に辿りつけない場合も精神崩壊を起こす。

更に以下の超能力のような症状も付随して発症。
- 「人の心が勝手に読めてしまう」＝ローディング（フォリアの初期症状）
- 「人の心に直接訴える事が出来る」＝センディング（粘膜接触により、より高度な「洗脳」が可能になる）

ユーフォリア
フォリア患者の会『ユーフォリア』。フォリアの全貌解明を積極的に行っている有志団体。イタリア語で「幸福感」「熱狂的陶酔感」を意味する。この団体は罹患者の中でも優秀な経歴の持ち主のみ入会を赦されている、選民意識の高い団体。全ては謎に包まれている。

## 登場人物

### グラズヘイム・ジャパン社員
- 久世 貴裕（くぜ たかひろ）

声 - 白川周作
- 由利 大輔（ゆり だいすけ）

声 - 浅葉七
- 刑部 優心（おさかべ こころ）

声 - 椎名優
- 神尾 征司（かみお せいじ）

声 - 川上貴史(二役)
- 穂積 慎之介（ほずみ しんのすけ）

声 - 木村大介
- 相浦 翠（あいうら みどり）

声 - 烏丸葉月
- 秋月 鷹仁（あきづき たかひと）

声 - 川上貴史

### その他
- 佐々木 陣（ささき じん）

声 - くろいしし(二役)
- 由利 信哉（ゆり のぶや）

声 - 天野灼
- 久世 悠大（くぜ ゆうだい）

声 - くろいしし

## スタッフ
- シナリオ/監修 - しじま智子
- 原画 - さいのすけ
- デザイン/SDキャラ - まるいハコ

## 挿入歌
- オープニング曲：『貴方だけを壊して飾ってみたい』
  - 歌:Chanty